# Szkocka Agencja Ochrony Środowiska

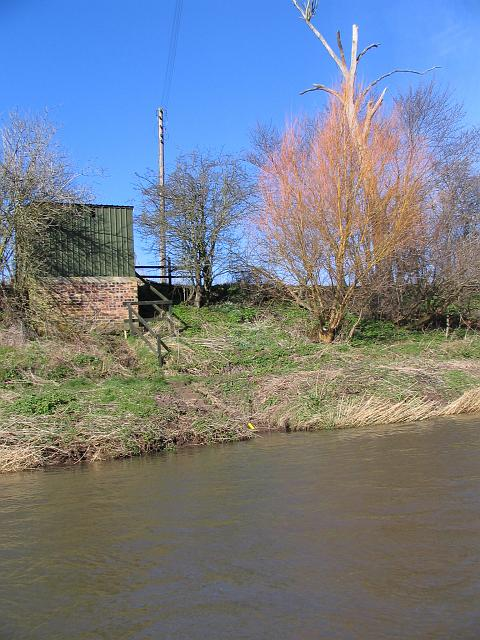
Stacja wodowskazowa prowadzona przez SEPA

Szkocka Agencja Ochrony Środowiska (ang. Scottish Environment Protection Agency, SEPA, gael. Buidheann Dìon Àrainneachd na h-Alba) – publiczna instytucja związana z rządem Szkocji zajmująca się kwestiami środowiskowymi na terenie Szkocji. Główną siedzibę ma w Stirling.
Agencję powołano w 1996.
Misją agencji jest ochrona środowiska i zdrowia oraz zapewnienie zrównoważonego rozwoju przez nadzór nad użytkowaniem zasobów naturalnych i wykorzystywaniem usług ekosystemowych. Jest ona instytucją odpowiedzialną za opracowywanie planów gospodarowania wodami na obszarze dorzeczy.
SEPA prowadzi system ostrzegania przed zagrożeniami środowiskowymi: powodziami, skażeniem promieniotwórczym i innym skażeniem powodowanym przez awarie przemysłowe, współpracując z instytucjami odpowiedzialnymi za zdrowie publiczne. Zajmuje się również kwestią odpadów. Oprócz działalności inspekcyjnej, SEPA prowadzi monitoring środowiska. Dotyczy to monitoringu jakościowego i ilościowego wód, w tym badającego jakość wody w kąpieliskach, monitoringu jakości powietrza, ale też monitoringu gatunków inwazyjnych, ze specjalnym programem monitoringu inwazji Phytophthora alni, i w ogóle różnorodności biologicznej, stanu lasów i gleb.
W 2020 SEPA zatrudniała ok. 1300 pracowników w 22 oddziałach terenowych. Siedziba główna znajduje się w biurowcu Strathallan House w Stirling (FK9 4TZ). Jej dyrektorem wykonawczym w tym okresie jest Terry A'Hearn, a od 2016 przewodniczącym jej zarządu Bob Downes. 
W okresie przynależności Wielkiej Brytanii do Unii Europejskiej SEPA odpowiadała za zgodność szkockiej polityki środowiskowej z prawem unijnym. W okresie Brexitu odpowiada za zachowanie standardów unijnych. 